# Lagonglong
Lagonglong è una municipalità di quinta classe delle Filippine, situata nella Provincia di Misamis Oriental, nella Regione del Mindanao Settentrionale.
Lagonglong è formata da 10 baranggay:
- Banglay
- Dampil
- Gaston
- Kabulawan
- Kauswagan
- Lumbo
- Manaol
- Poblacion
- Tabok
- Umagos